# Pristimantis meridionalis
Espèce
Synonymes
- Eleutherodactylus meridionalis Lehr & Duellman, 2007

Statut de conservation UICN

 DD  : Données insuffisantes
Pristimantis meridionalis est une espèce d'amphibiens de la famille des Craugastoridae.

## Répartition
Cette espèce est endémique de la province de Huaylas dans la région d'Ancash au Pérou. Elle se rencontre dans les environs de Caraz à environ 2 290 m d'altitude dans la Serranía de Esteparia.

## Publication originale
- Lehr & Duellman, 2007 : Two new species of Eleutherodactylus (Anura: Leptodactylidae) from the Cordillera Occidental in Peru. Copeia, vol. 2007, no 1, p. 140-149.